# Rubroboletus rhodoxanthus
Bolet rouge et jaune
Espèce
Statut de conservation UICN

 LC  : Préoccupation mineure
Rubroboletus rhodoxanthus, le Bolet rouge et jaune, auparavant Boletus rhodoxanthus, est une espèce de champignons (Fungi) basidiomycètes du genre Rubroboletus dans la famille des Boletaceae. Il est caractérisé par son chapeau blanc à blanc rosâtre, son réseau étendu bien défini, son pied exposant une chair jaune vif non bleuissante aux blessures et sa chair bleuissante uniquement au niveau du chapeau à la coupe.

## Taxonomie

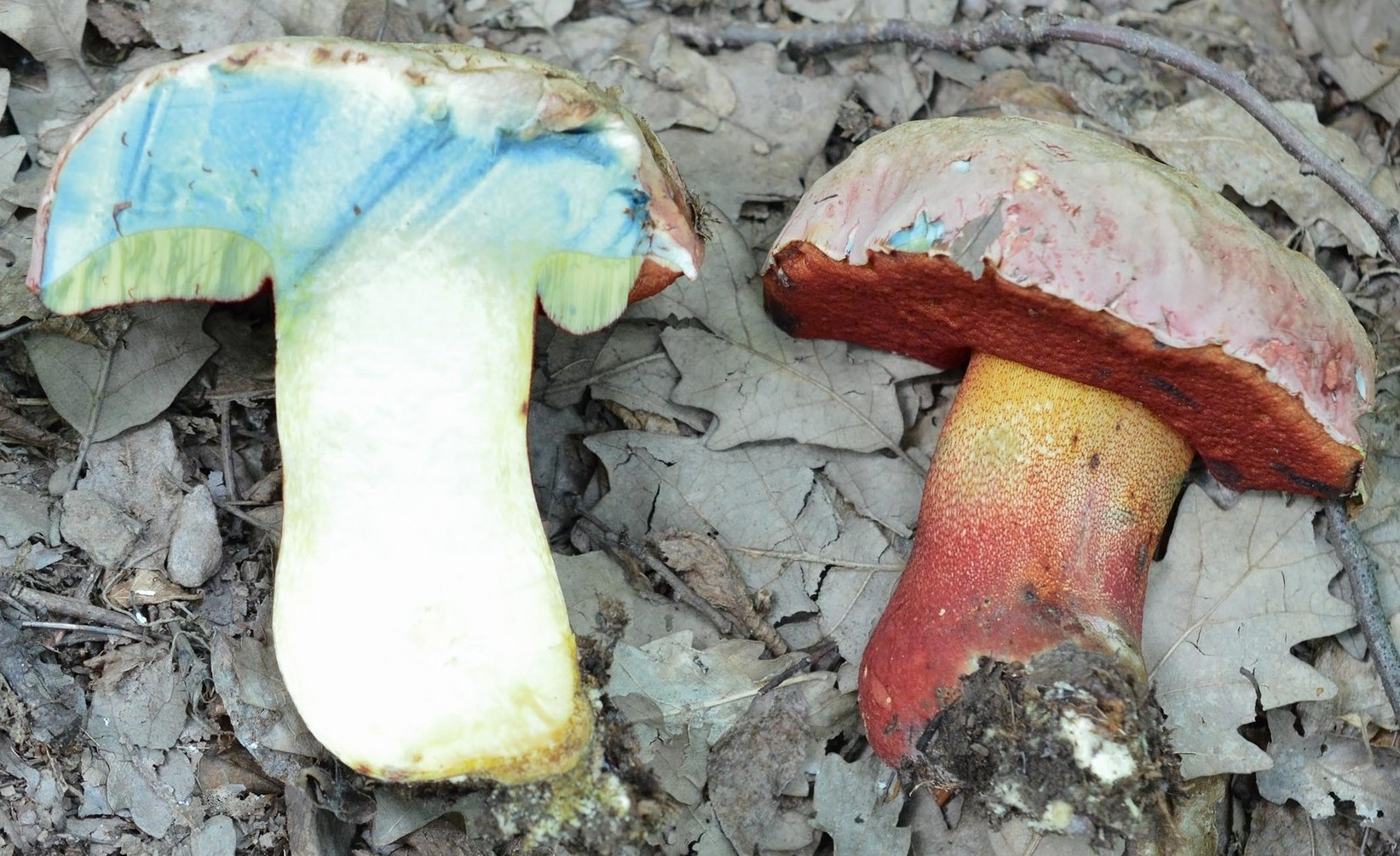
Bleuissement de la chair de R. rhodoxanthus localisé au niveau du chapeau à la coupe.

Le nom correct complet (avec auteur) de ce taxon est Rubroboletus rhodoxanthus (Krombh.) Kuan Zhao & Zhu L.Yang. 
Le basionyme de ce taxon est : Boletus sanguineus rhodoxanthus Krombh.

### Synonymes
Rubroboletus rhodoxanthus a pour synonymes :
- Boletus purpureus var. rhodoxanthus (Krombh.) M.M.Moser
- Boletus rhodopurpureus var. rhodoxanthus (Krombh.) Bon
- Boletus rhodoxanthus (Krombh.) Kallenb.
- Boletus romagnesii J.Hlavácek
- Boletus sanguineus var. rhodoxanthus Krombh.
- Suillellus rhodoxanthus (Krombh.) Blanco-Dios

### Phylogénie
Ce champignon a été décrit pour la première fois en 1836 par le mycologue tchèque Julius Vincenz von Krombholz, qui le considérait comme une variété de Boletus sanguineus. En 1925, il a été recombiné en une espèce distincte par le mycologue allemand Franz Joseph Kallenbach, et le champignon est resté dans le genre Boletus jusqu'en 2014.  
Les premières études phylogénétiques approfondies sur les Boletaceae en 2006 et 2013 ont indiqué que Boletus n'était pas monophylétique et était donc un arrangement artificiel. Une étude réalisée en 2014 par Wu et ses collègues a reconnu 22 clades génériques au sein des Boletaceae, concluant que Boletus dupainii et certaines espèces étroitement apparentées à pores rouges appartiennent à un clade distinct, éloigné du clade principal de Boletus (comprenant Boletus edulis et des taxons alliés). Le nouveau genre Rubroboletus fut donc décrit pour accueillir les espèces de ce clade et B. rhodoxanthus fut transféré à ce genre.  
Le placement de cette espèce dans le genre Suillellus, à la suite d'une recombinaison en ligne par Blanco-Dios, n'a pas été étayé par des données moléculaires et a ensuite été rejeté par les auteurs ultérieurs,. 

### Étymologie
L'épithète spécifique est dérivée des mots grecs anciens ρόδο (rhódo, « rose »). ") et ξανθός (xanthós, « blonde ») en réfèrence aux deux teintes principales de ce bolet ; le rouge de ses pores et de la partie inférieure de son pied et le jaune de sa chair ainsi que de la partie supérieure de son pied.

### Noms vulgaires et vernaculaires
Ce taxon porte en français le nom vernaculaire ou normalisé suivant : Bolet rouge et jaune.

## Description du sporophore

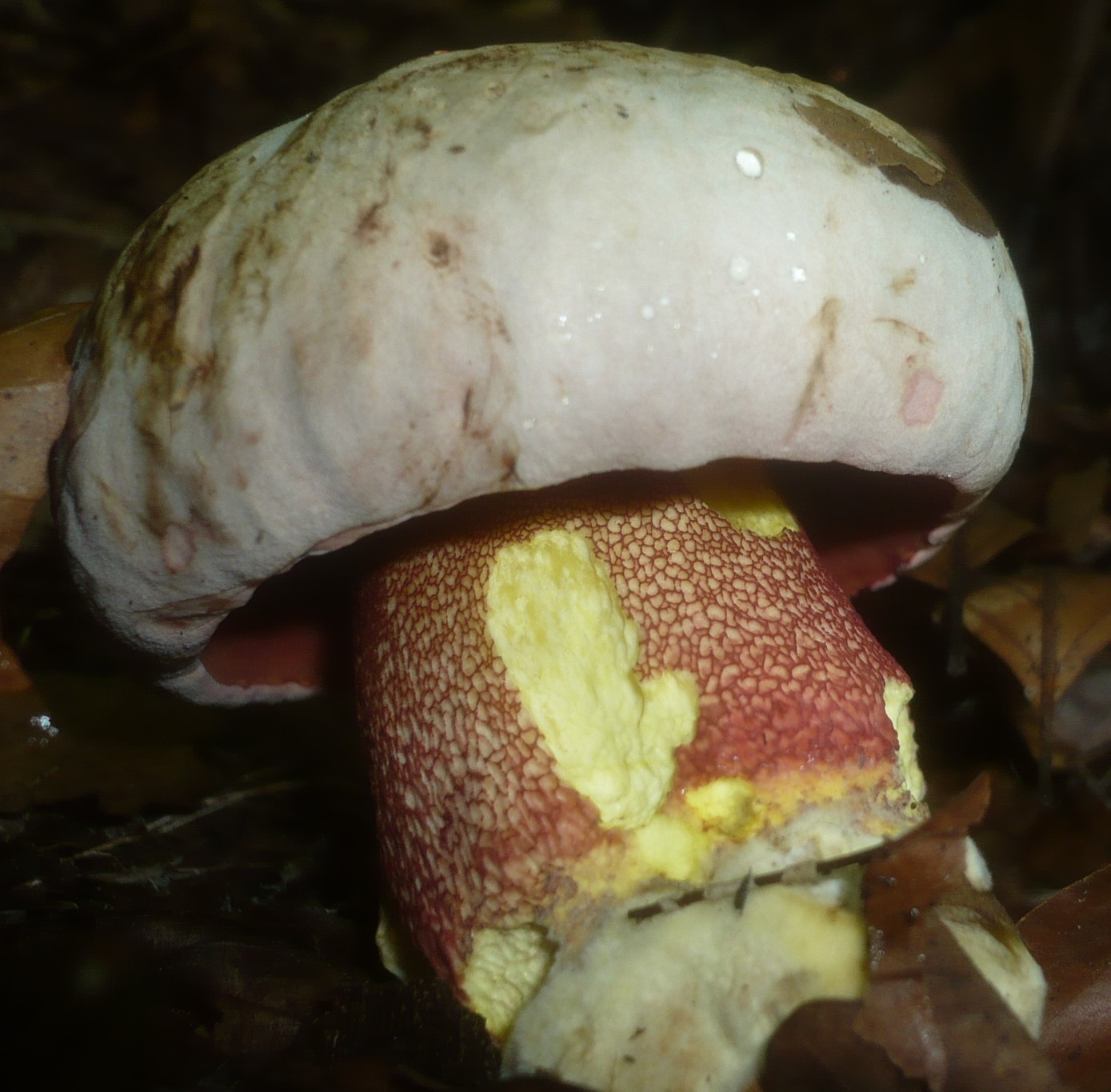
Réseau rouge bien défini et blessures au niveau du pied exposant une chair jaune vif non bleuissante.

Les bolets sont des champignons dont l’hyménophore, constitué de tubes et terminés par des pores, se sépare facilement de la chair du chapeau. Ce chapeau d'abord rond, recouvert d'une cuticule, devient convexe à mesure qu’il vieillit. Ils ont un pied (stipe) central assez épais et une chair compacte. Les caractéristiques morphologiques de R. rhodoxanthus sont les suivantes :  
Son chapeau mesure 5 à 20 cm, il est blanc, blanchâtre, blanc sale, blanc brunâtre à café-au-lait avec l'âge, avec souvent des teintes rosées plus ou moins nettes, surtout au bord, mais pouvant aussi rendre le chapeau entièrement blanc rosé ou même rosé,. 
L'hyménophore présente des tubes jaunâtres à olivâtres terminés par des pores de couleur rouge sang vif à pourpre, parfois rouge orangé au bord, orangés avec l’âge, peu bleuissants,.

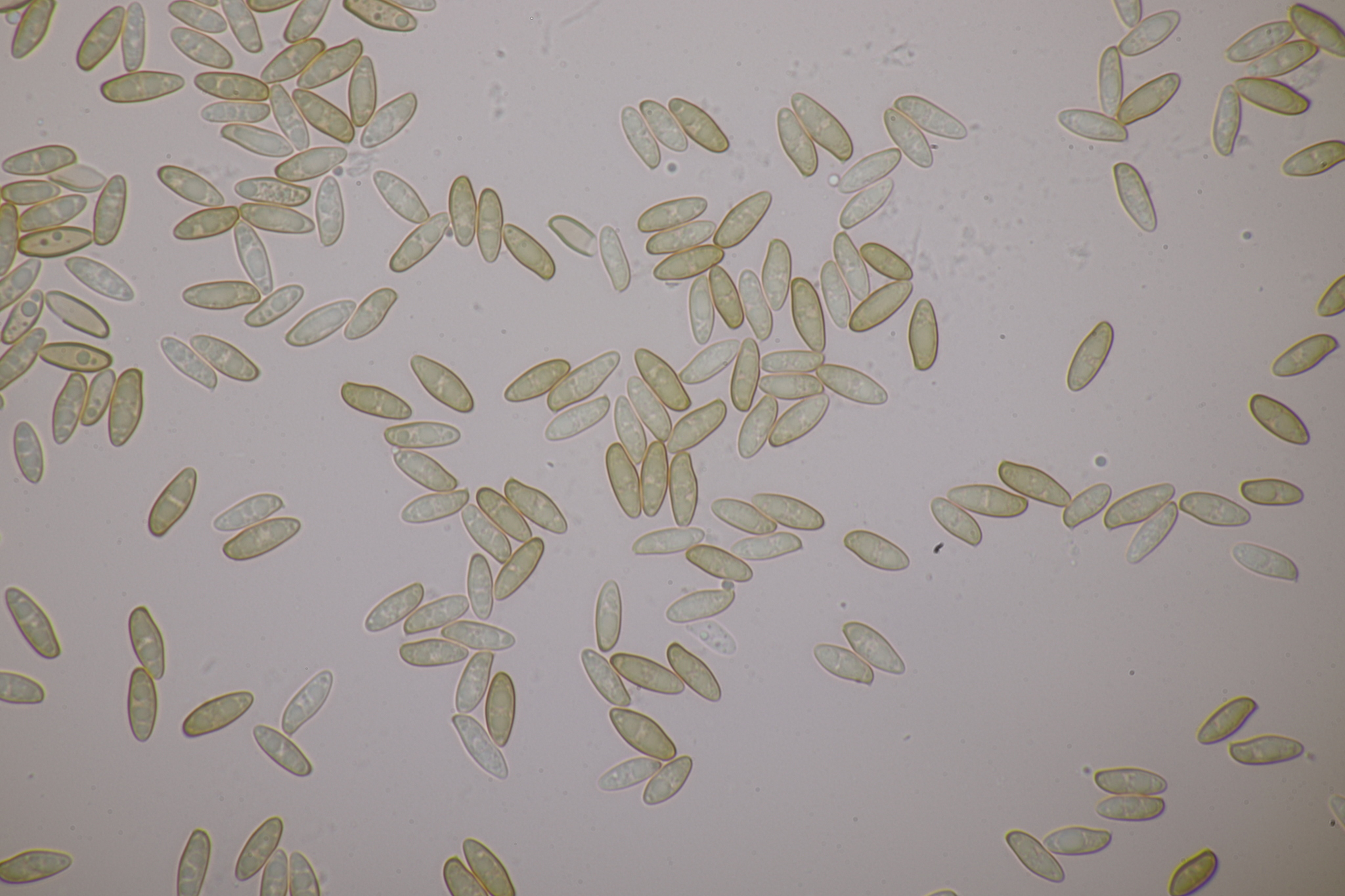
Spores de R. rhodoxanthus.

Son stipe mesure 5 à 15 cm x 1,5 à 5 cm, il est généralement jaunâtre dans sa moitié supérieure et rougeâtre dans sa moitié inférieure, couvert entièrement par un réseau rouge vif bien défini en relief. Dans les blessures (morsures d'animaux ou de limaces), la chair apparaît jaune d'or, non bleuissante,.
La chair est jaune à jaunâtre, bleuissante uniquement au niveau du chapeau, faiblement à modérément, bleu clair, pas dans le stipe. Son odeur est faible et sa saveur est douce,,.

### Caractéristiques microscopiques
Ses spores mesurent 10,5-15 x 4,5-6 μm.

## Galerie

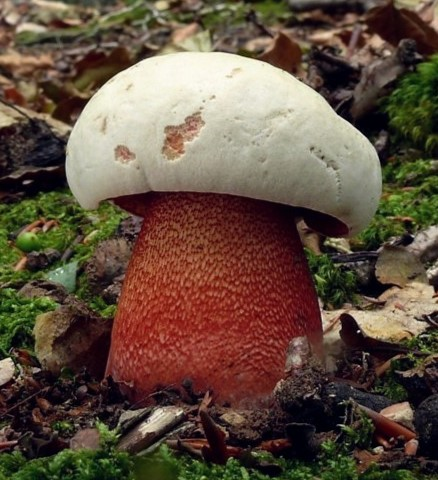
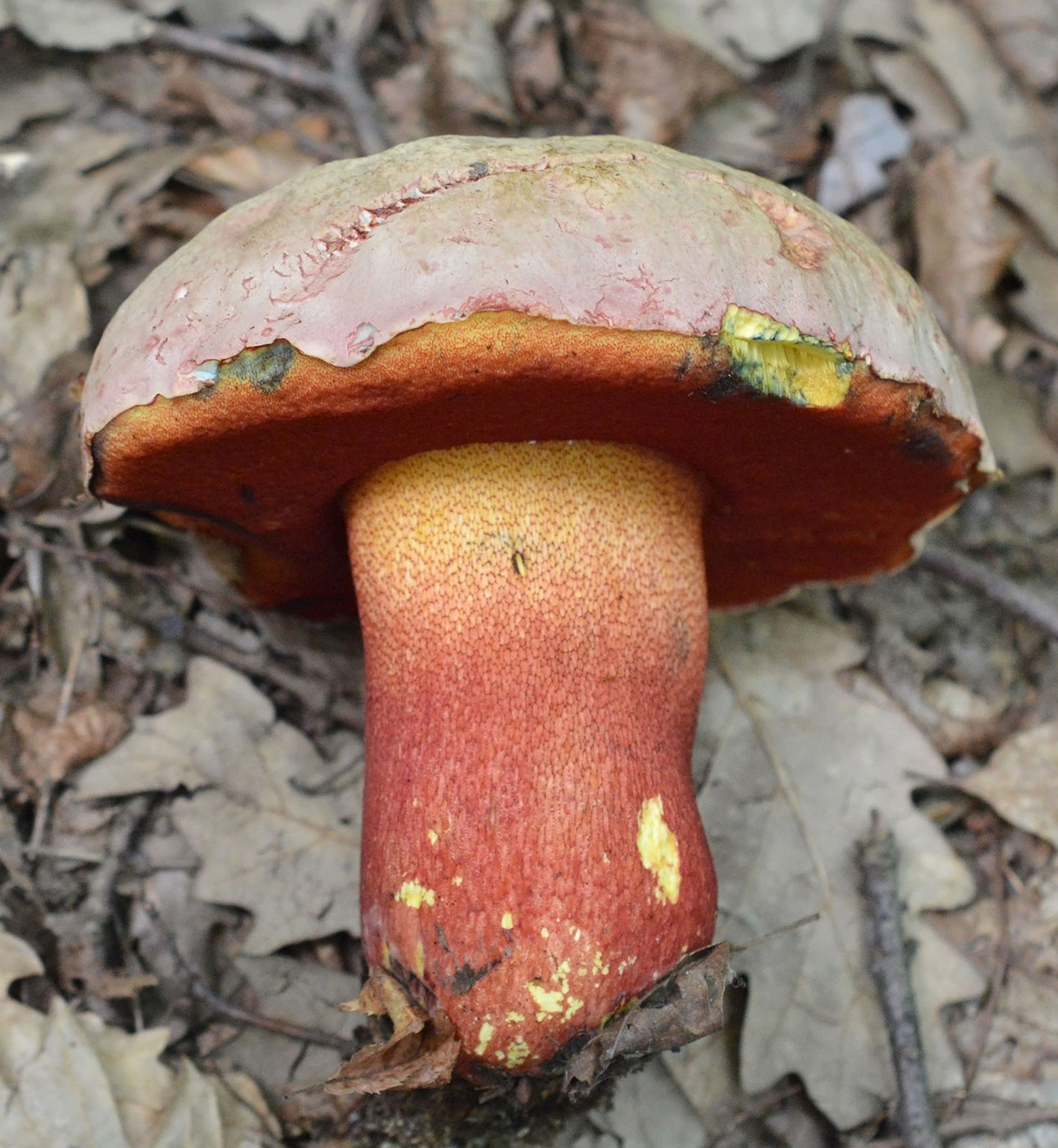
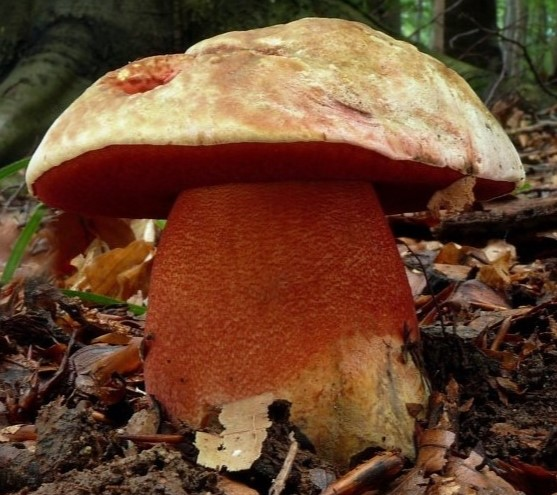
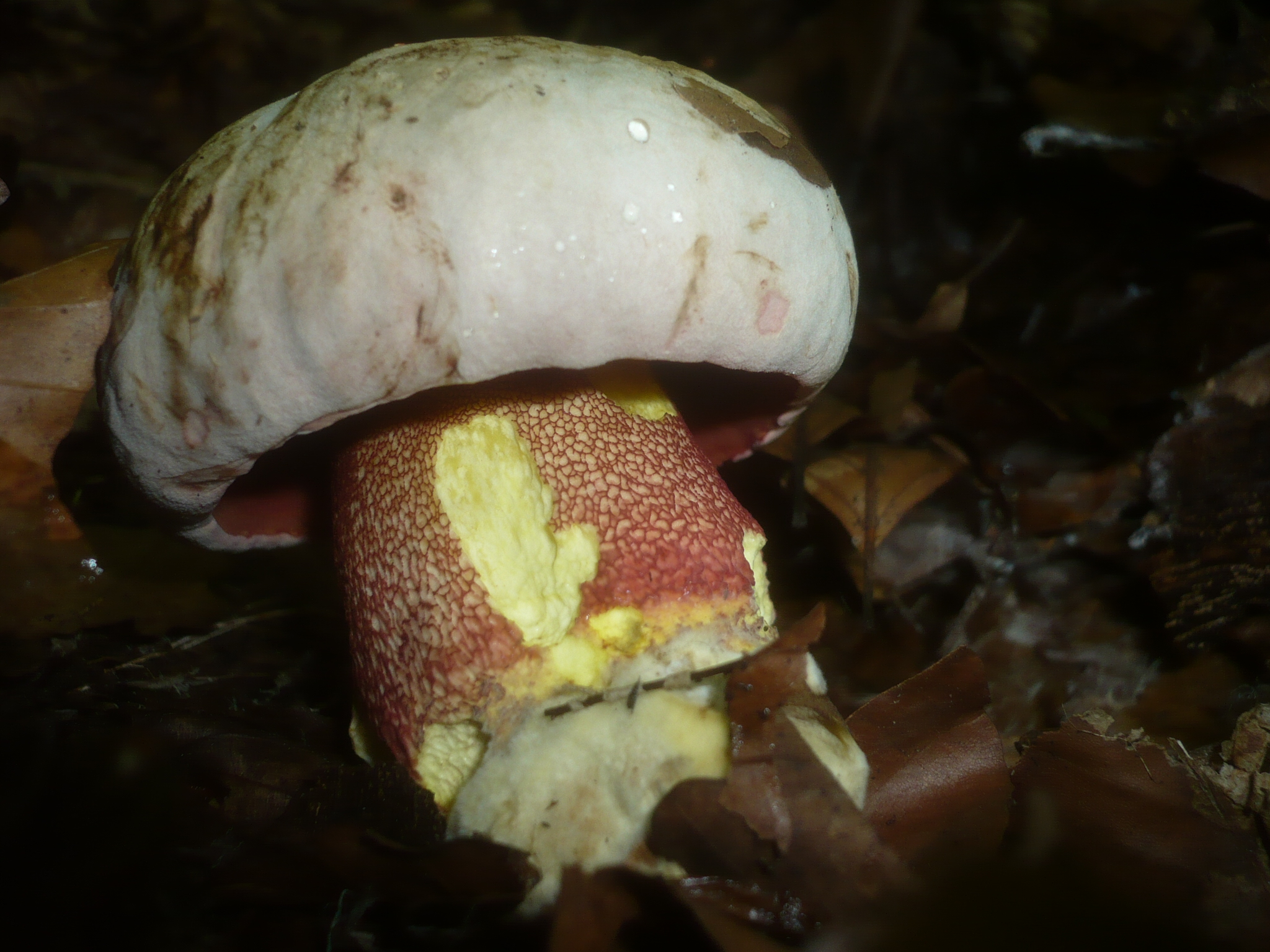
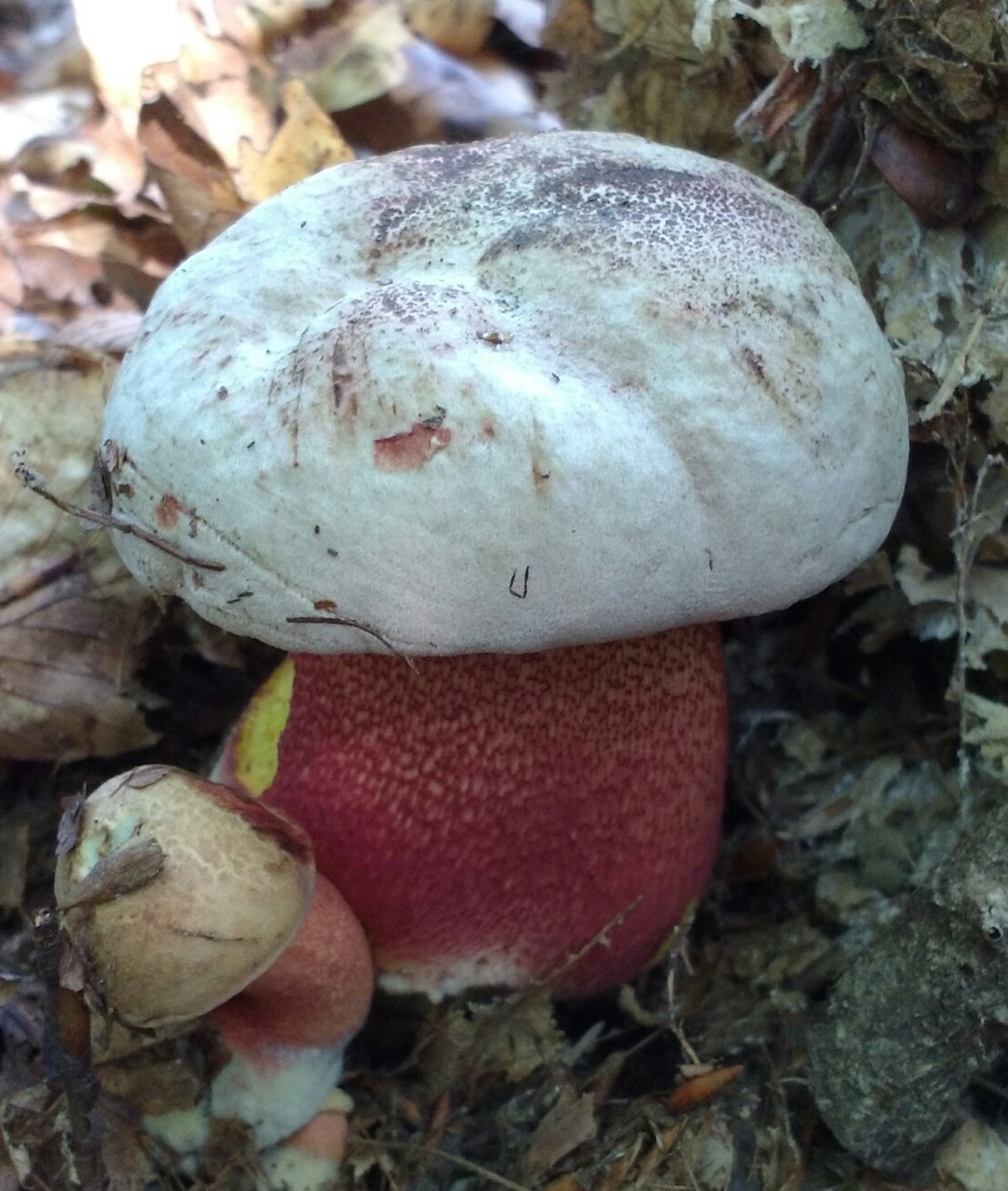
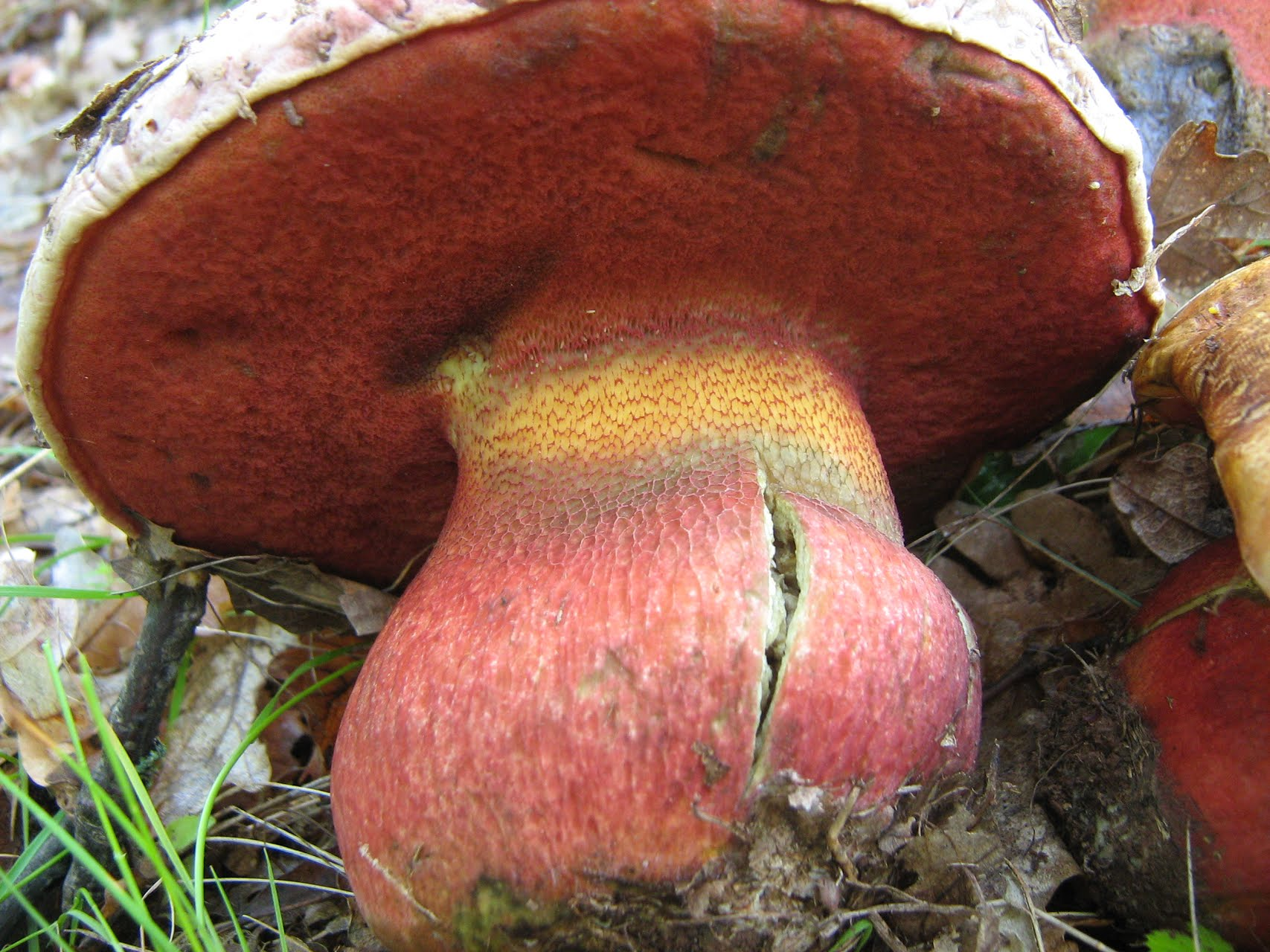
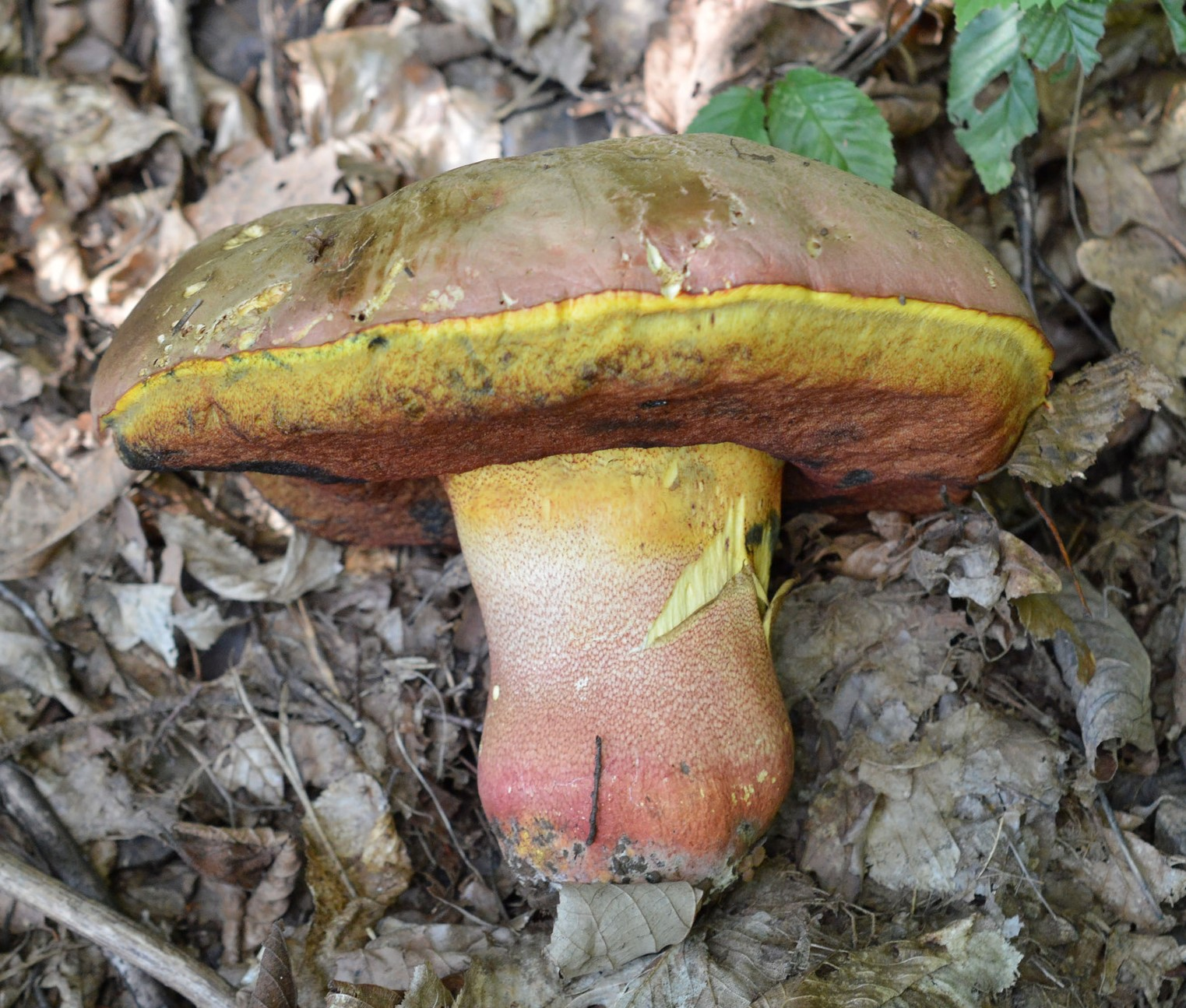
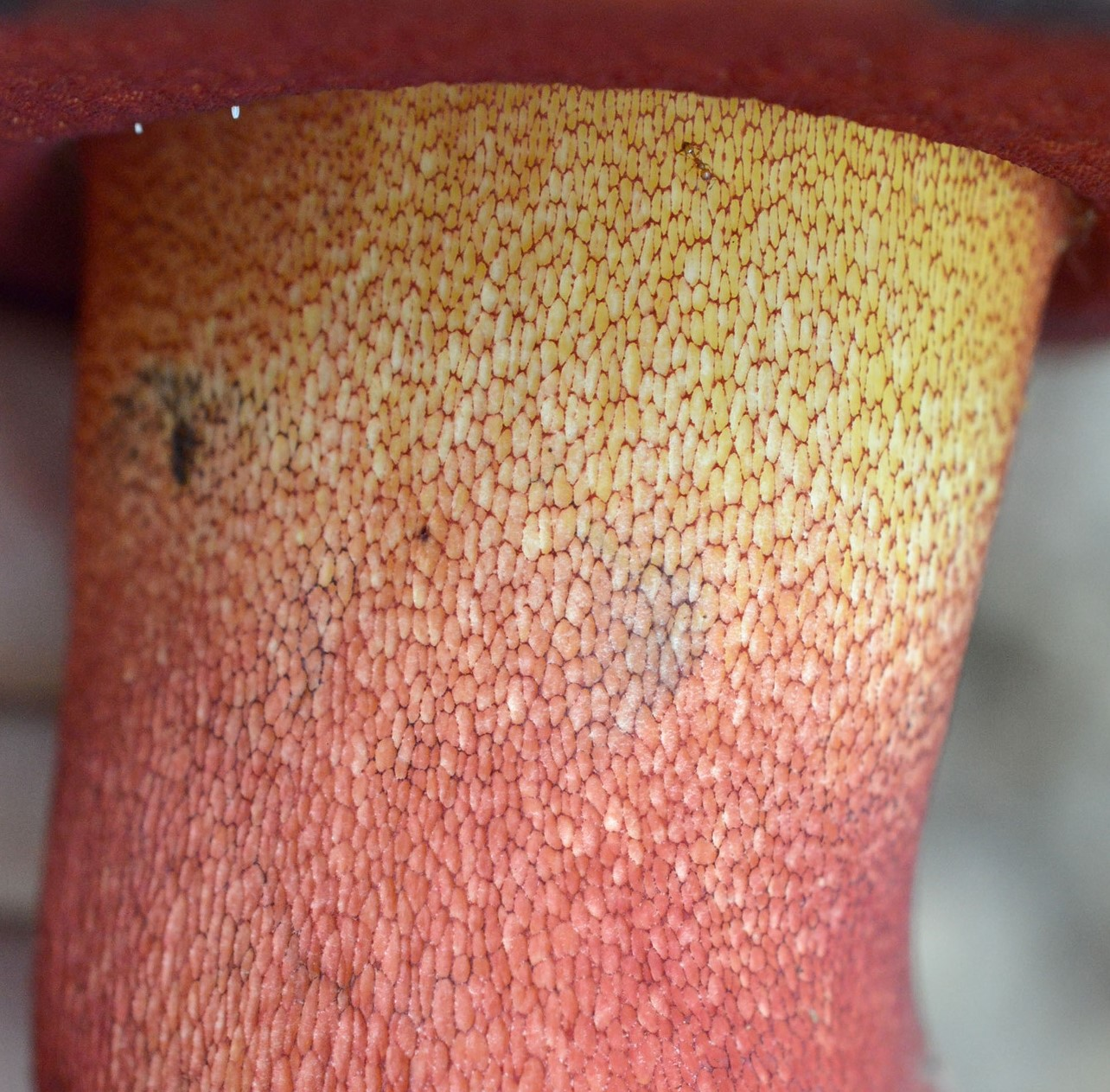
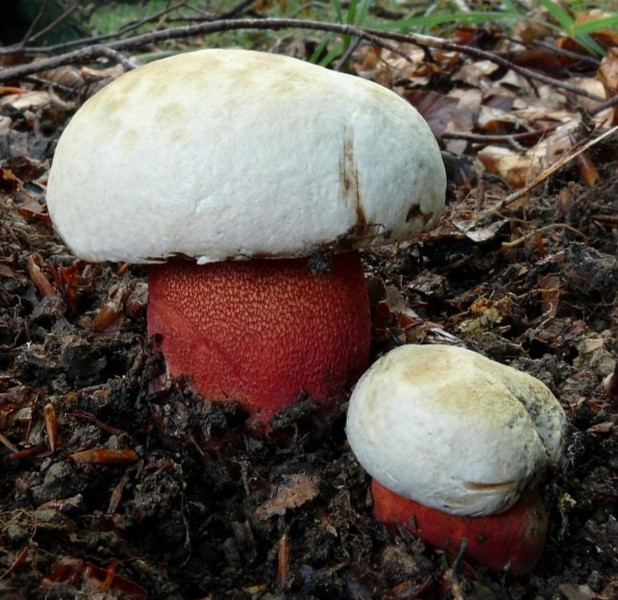
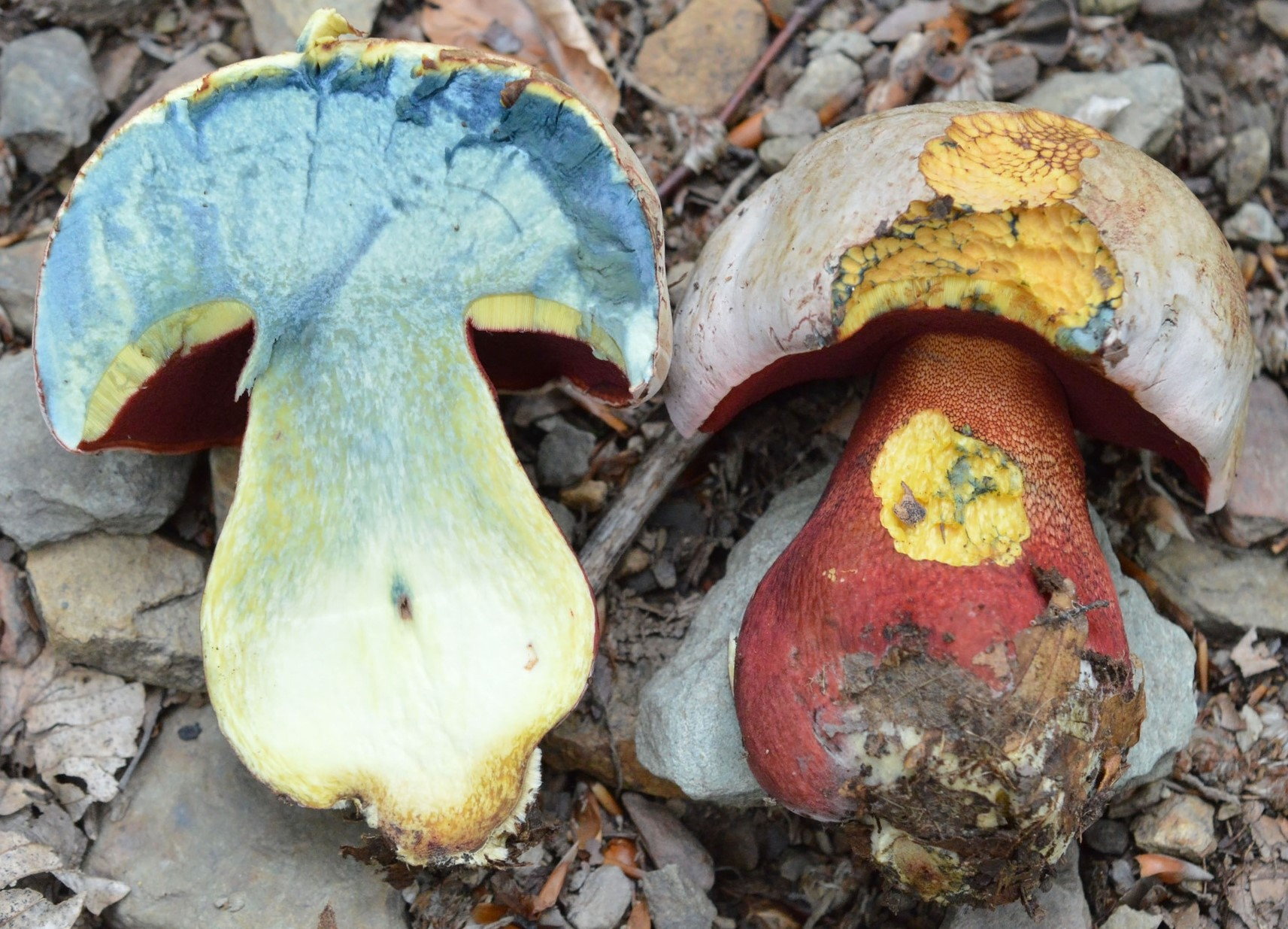
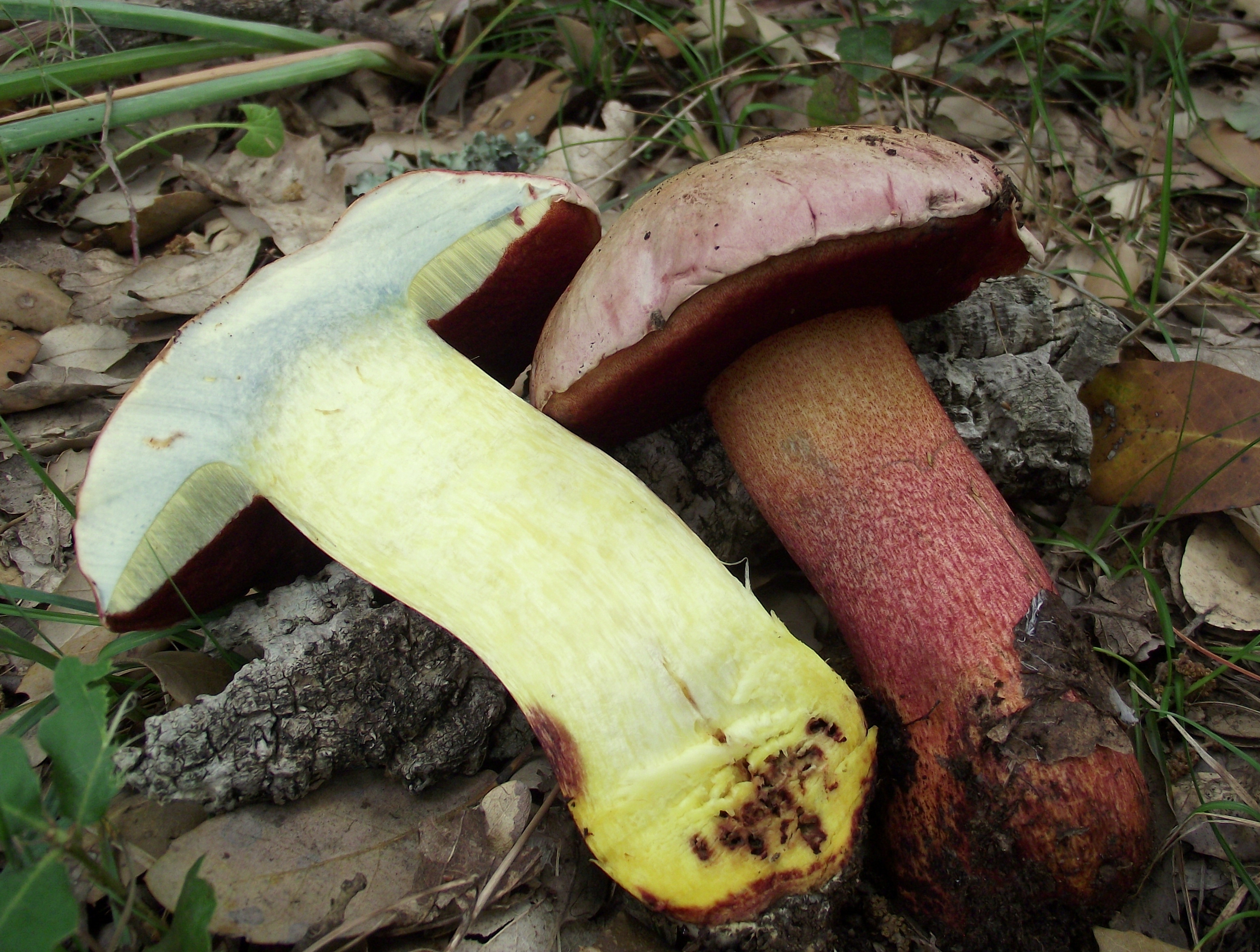
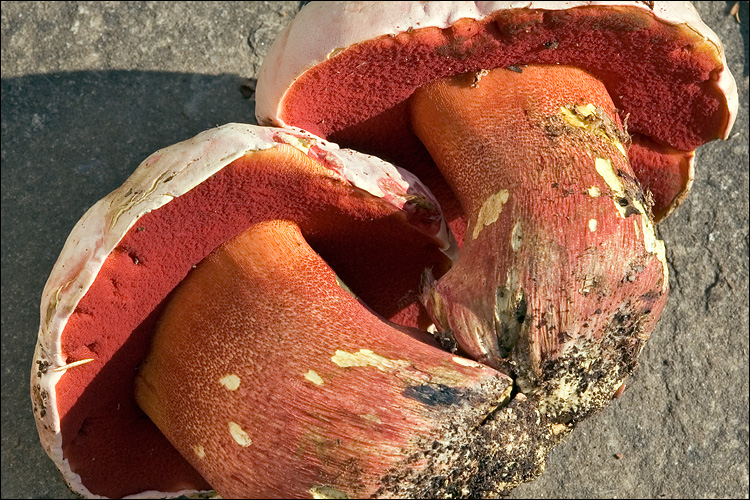
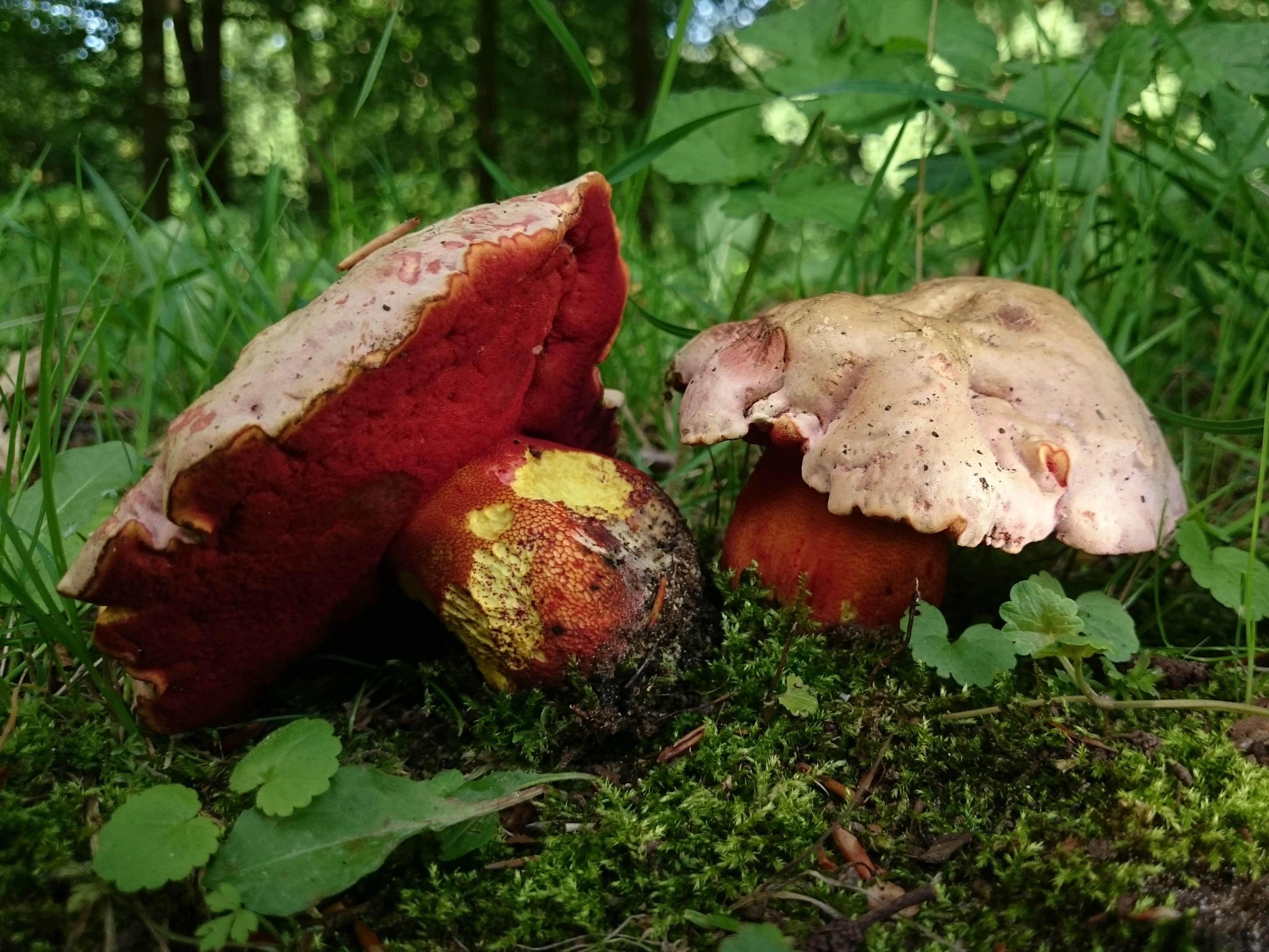
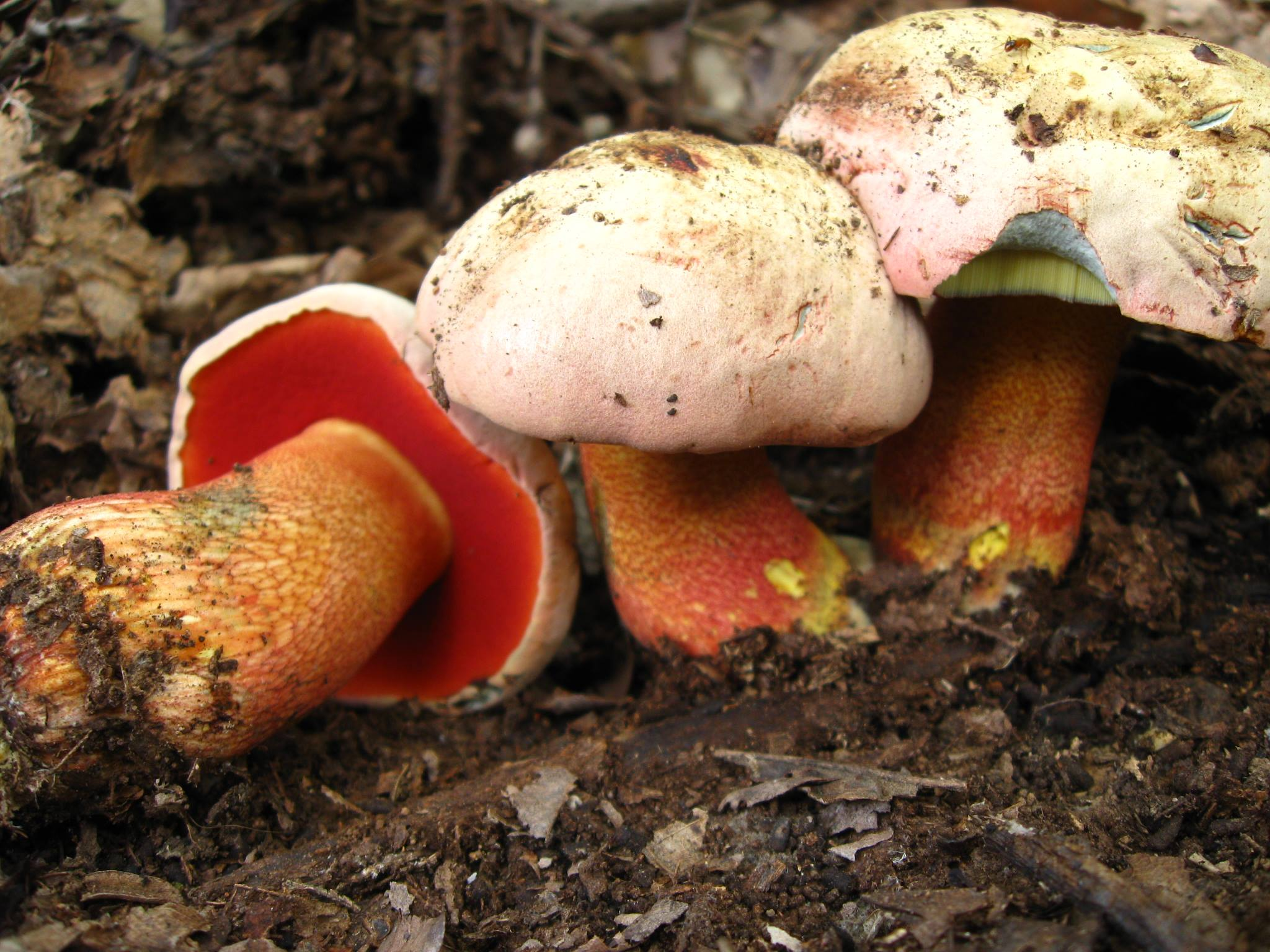
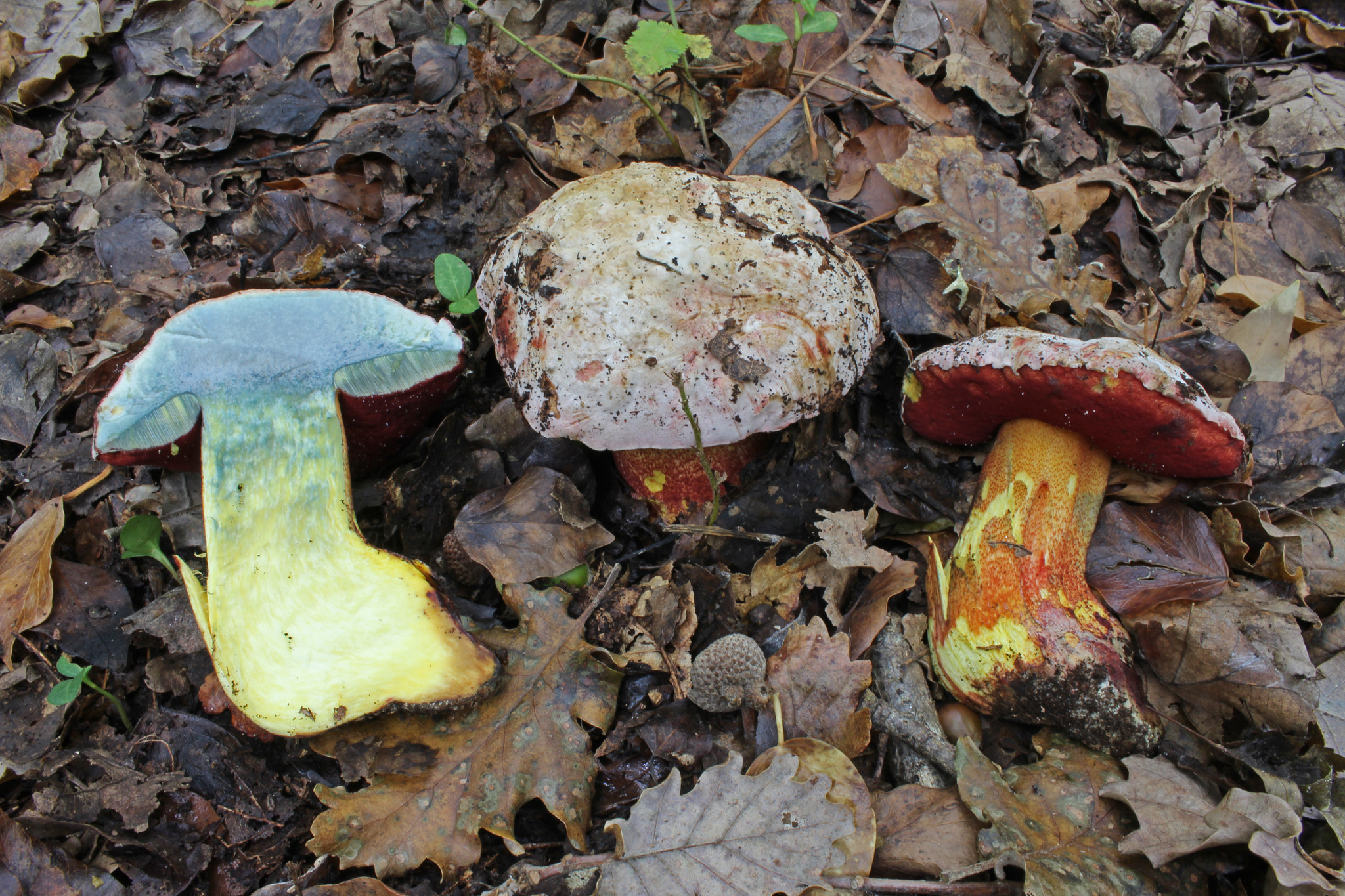
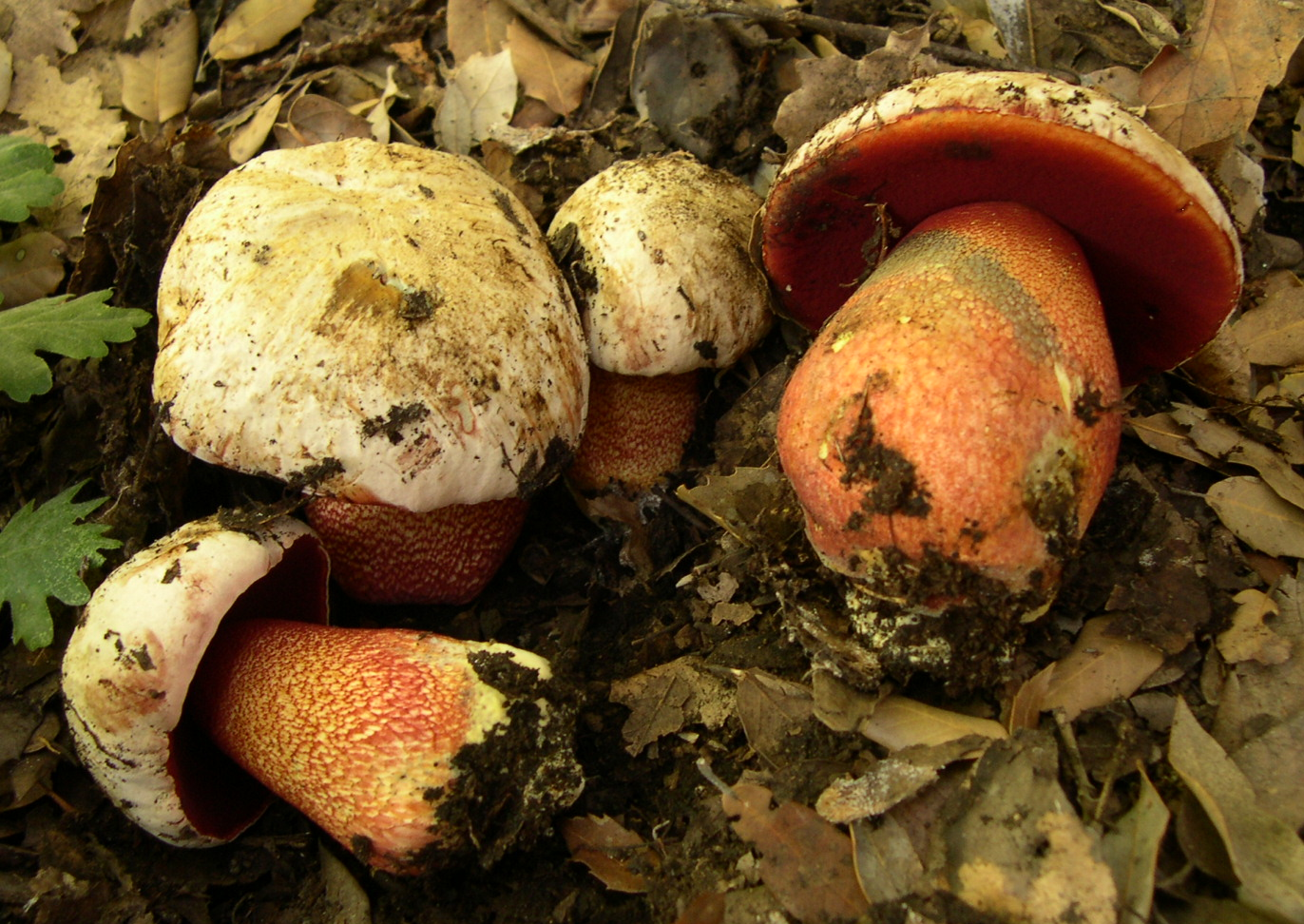

## Habitat et distribution

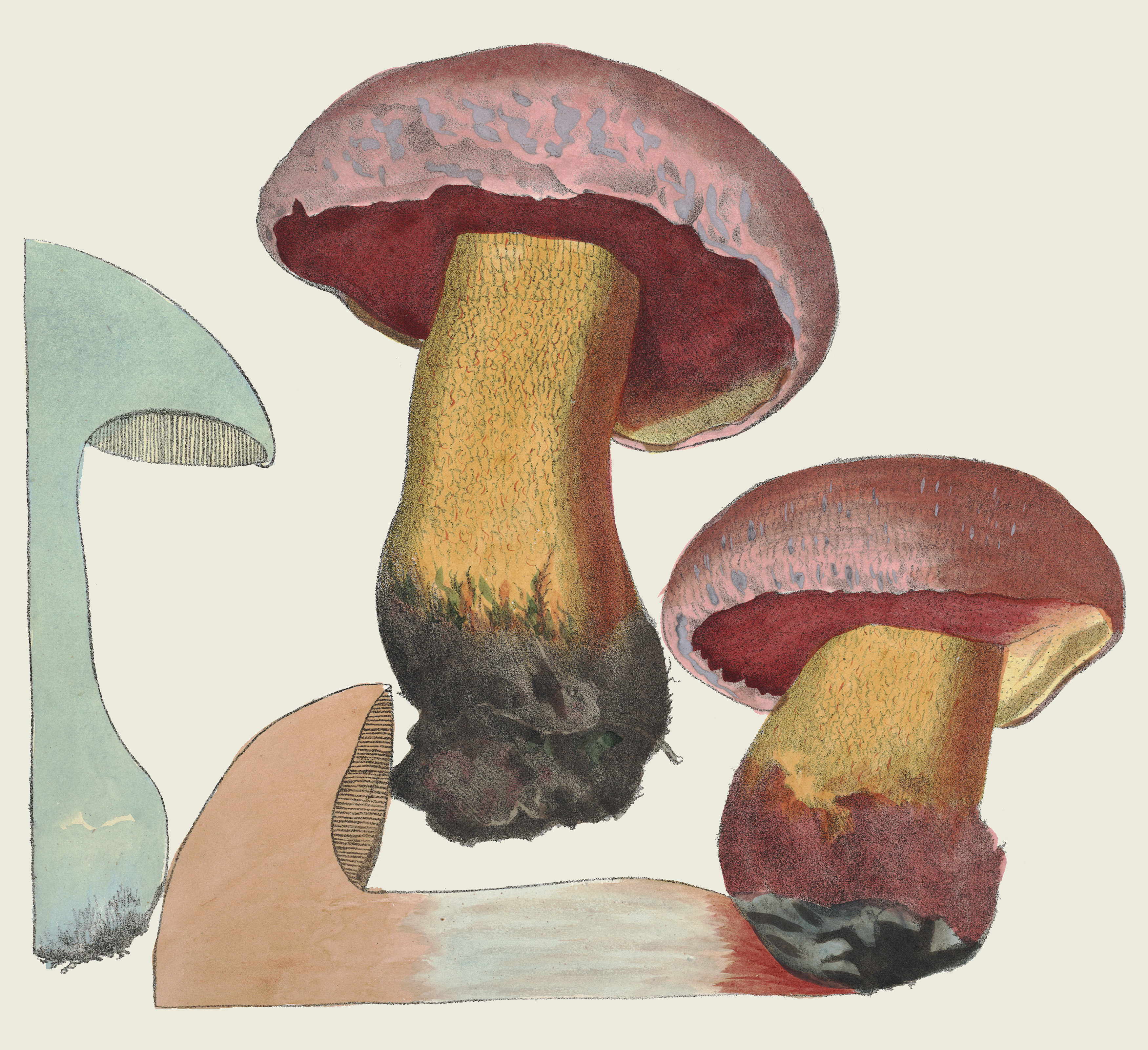
Illustration de R. rhodoxantus par František Šír.

Ce bolet à tendance calcicole vient sous feuillus. Il est plus répandu dans les forêts calcicoles de feuillus du sud de l'Europe, où il pousse en symbiose mycorhizienne avec des arbres de la famille des Fagacées, notamment le chêne (Quercus) et le hêtre (Fagus), dans les forêts de feuillus et de conifères à l'état climacique sur des sols calcaires sablonneux ou sablo-limoneux. Il peut également se rencontrer dans les taillis de châtaigniers, sur les bords de route et dans les parcs avec de vieux arbres isolés. Il pousse depuis le niveau de la mer jusqu'aux zones montagneuses. Cependant, il est rare dans les régions du nord et est considéré comme en danger critique d'extinction ou éteint dans certains pays.
Il est répandu dans la région méditerranéenne, se rencontre dans les parties tempérées de l'Europe et se rencontre parfois jusqu'à la limite nord de l'aire de répartition du chêne. Les tests phylogénétiques moléculaires ont confirmé sa présence en France, en Italie, au Portugal, dans les îles de Chypre et en Sardaigne, mais cette espèce est probablement répandue dans la majeure partie de la région méditerranéenne. R. rhodoxanthus a également été signalé comme localement fréquent sur l'île de Chypre, où il apparaît lors des saisons de pluies précoces, poussant sous le chêne doré endémique (Quercus alnifolia). En revanche, il est considéré comme étant en danger critique d'extinction en République tchèque et signalé comme éteint en Angleterre. Dans les Îles Britanniques, on ne le trouve qu'en Irlande du Nord.
Le nombre actuellement connu de localités de ce bolet en Europe est d'environ 550. Le nombre total de localités, y compris celles qui n'ont pas encore été enregistrées, est estimé à moins de 1000 et la taille de la population totale pourrait être d'environ 10 000 individus matures, chaque sous-population étant composée de moins de 250 individus. La population de cette espèce est soupçonnée d'avoir décliné de 20 à 30 % au cours des 50 dernières années (3 générations) ; le déclin est en cours et devrait se poursuivre à l'avenir.

## Statut de conservation

### Mondial
La liste rouge de The Global Fungal Red List Initiative classe R. rhodoxanthus dans la catégorie NT (Quasi menacé) au niveau mondial.
Se limitant principalement aux vieux peuplements de Fagus et de Quercus et aux vieux arbres isolés dans les parcs et le long des routes, il est menacé par la mort de son hôte, la coupe à blanc ou l'enlèvement des vieux arbres des parcs, qui interrompt brutalement la vie de ce champignon mycorhizien. Il est aussi menacé par la diminution de la qualité de l'habitat du à la sylviculture. Dans certains pays, il peut être menacé par les effets secondaires de la récolte de champignons comestibles en grandes quantités, comme le piétinement intensif du sol et de la litière.

#### Régional
- Midi-Pyrénées : classement de cette espèce en catégorie NT (Quasi menacée) au niveau régional[16].
- Alsace : classement de cette espèce en catégorie NT (Quasi menacée) au niveau régional[17].

## Comestibilité
Le Bolet rouge et jaune est traditionnellement consommé dans certains territoires, notamment en Italie dans la région de Viterbe, dans le sud de la Calabre, en Sicile et dans la région de l'Etna après un traitement de pré-ébullition et une cuisson complète. Bien que les causes des intoxications gastro-intestinales de cette espèce (parfois mineures au point de passer inaperçues), qui se produisent chaque année dans les régions où sa consommation est la plus élevée, soient principalement dues à l'absence des traitements de cuisson précédents, il présente dans l'ensemble un niveau insuffisant de sécurité alimentaire, de sorte que sa consommation est déconseillée. Il est considéré comestible et est récolté dans plusieurs pays. Dans Colour Atlas of Poisonous Fungi, Bresinsky et Besl affirment qu'il peut être comestible s'il est bien cuit, mais déconseillent de le collecter en raison de sa rareté et du risque de confusion avec R. satanas. Sa comestibilité après avoir été bien bouilli ou frit a été et reste contestée. Alors que Franz Joseph Kallenbach et Rolf Singer le déclarent toxique, de nombreux mycologues, comme Bruno Cetto, Rose Marie Dähncke, Ewald Gerhard ou Meinhard Michael Moser, le considèrent comme comestible après cuisson, tandis que Hans Laux ou la revue mycologique Der Tintling le déclarent immangeable. En France, le Bolet rouge et jaune est donné comme toxique , bien qu'il ne soit pas toxique au même degré que R. satanas (l'intoxication, quand elle arrive, est similaire : gastro-entérodyspepsie, vomissements, diarrhée, déshydratation, mais à un moindre degré de sévérité). Dans l'ensemble, la consommation du Bolet rouge et jaune est déconseillée.

## Confusions possibles

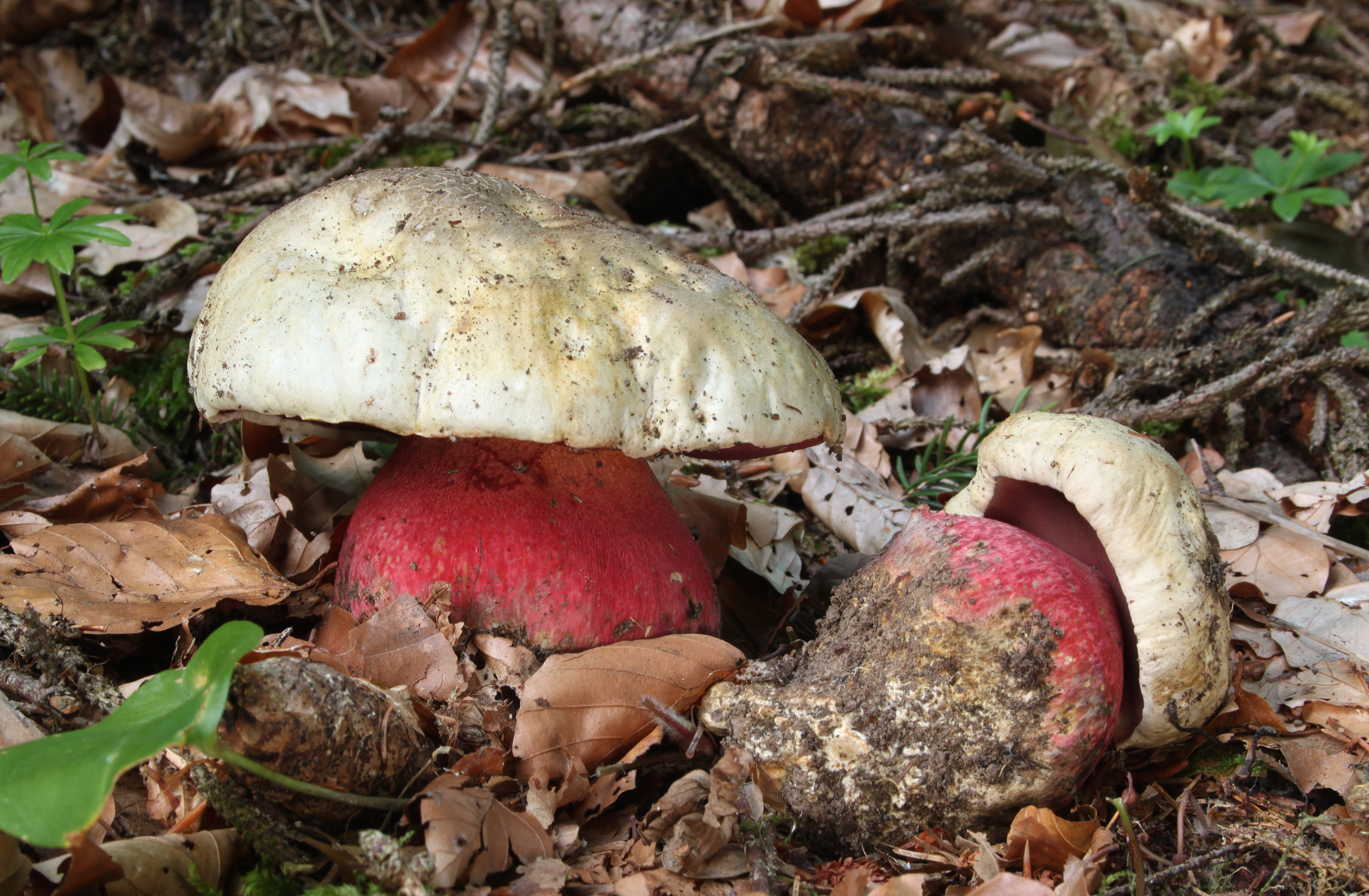
Le Bolet Satan (Rubroboletus satanas), très semblable au Bolet rouge et jaune et plus nettement toxique.

- Le Bolet Satan (Rubroboletus satanas), très semblable au Bolet rouge et jaune et plus nettement toxique. Le Bolet Satan (Rubroboletus satanas) lui ressemble beaucoup au premier abord. Cependant, R. satanas n'a pas de tons roses sur son chapeau, a un réseau bien moins développé et bleuit de façon plus uniforme à la coupe. Toxique.
- Le Bolet rouge sang (Rubroboletus rubrosanguineus) qui ressemble également beaucoup au Bolet rouge et jaune, cependant son chapeau est plutôt grisâtre-rougeâtre, il bleuit plus ou moins uniformément à la coupe et il ne vient que sous conifères en montagne, surtout sous épicéa. Toxique.
- Le Bolet chicorée (Rubroboletus legaliae) est aussi très ressemblant, mais son réseau est bien moins développé, son bleuissement est plus ou moins uniforme et plus intense et il sent la chicorée à maturité. Toxique.